# Iglesia de Nuestra Señora de la Asunción (Navaconcejo)
La iglesia de Nuestra Señora de la Asunción es el templo parroquial católico de la villa española de Navaconcejo, en la provincia de Cáceres. 
Construido en los siglos XVI-XVII en estilo gótico y renacentista, el templo se ubica en el norte del casco antiguo de la villa, entre las calles Iglesia y Santa María, muy cerca del río Jerte. Su parcela abarca una superficie gráfica de 432 m².

## Historia y descripción
El origen del actual templo puede situarse a mediados del siglo XVI, según el escudo del obispo Ponce de León en la sacristía. Sin embargo, parte de la obra se extendió hasta el siglo XVII, según la inscripción que consta en la torre. De acuerdo a la época en que fue construida, la iglesia mezcla los estilos gótico y renacentista. La documentación más antigua de esta parroquia son sus archivos de bautismo, que se remontan a 1574.
Está constituida por una sola nave de planta rectangular y desarrollada en tres tramos, construida en muros de mampostería con soportes de pilares adosados y ménsulas de los que parten arcos de medio punto. El ábside, de planta cuadrada, es de mayor altura que la nave y está cubierto por una bóveda de tercelete. Sus ventanas son muy características, habiendo una de medio punto en la cabecera, dos cuadradas en la nave y otra cuadrada a los pies. Se entra al templo a través de un pequeño atrio ubicado en el lado de la epístola, donde se ubica la portada en arco rebajado, sobre la cual hay una hornacina con una pequeña escultura de la Virgen; existe una segunda portada de medio punto en el imafronte, actualmente en desuso.
La torre, ubicada en el lado de la epístola entre la cabecera y la portada, presenta cuatro cuerpos, siendo de sillares el primero y el cuarto; los otros dos solo tienen sillares en las esquinas y las líneas de imposta. Los vanos de la torre son de medio punto. En el citado lado de la epístola se encuentran adosados a los pies la casa parroquial y en la cabecera la sacristía; esta última está abovedada en cañón de ladrillo visto y arcos fajones de cantería.
En su interior cabe destacar el retablo mayor, obra de la década de 1730 de los hermanos de la Inzera Velasco, y una colección de tallas barrocas. El retablo es de tres calles y en su centro se ubica la imagen titular de la Virgen de la Asunción, del siglo XVIII, acompañada en los laterales por tallas del siglo XVII de San Pedro y San Pablo; en la parte superior del retablo hay una imagen de San Francisco del siglo XVII. Fuera del retablo, destacan una imagen del siglo XVII de San Juan Bautista y varias tallas del siglo XVIII como las dedicadas a San Antón, San Ramón Nonato y San Pedro de Alcántara. En cuanto a la heráldica, presenta en un contrafuerte del ábside un escudo episcopal cuartelado: 1º y 4º barras horizontales y 2º y 3º irreconocibles. En la base de la torre hay un reloj de sol, así como la inscripción "esta obra se comenzó siendo cura Francisco Fernando, 1634".
En el centro de la plaza hay un crucero de cantería de granito. Consiste en una basa cilíndrica con moldura sobre la que se asienta un fuste liso y un capitel sencillo que sostiene una cruz latina, de sección cuadrangular, con moldura rebajada.

## Uso actual
Desde el punto de vista eclesiástico, el templo es sede de una parroquia que abarca el municipio de Navaconcejo, dependiente del arciprestazgo de Cabezuela del Valle en la diócesis de Plasencia. La parroquia tiene dos ermitas a su cargo: la ermita de San Jorge y la ermita del Cristo.
El templo parroquial es especialmente conocido por albergar cada 20 de enero la fiesta folclórica del Taraballo. En esta fiesta, celebrada en honor a San Sebastián, un vecino de la villa se viste con un traje blanco con adornos rojos y acompaña al santo durante toda la procesión atacando con un pequeño látigo. La fiesta del Taraballo es, según sus raíces históricas, una versión menos agresiva del Jarramplas de Piornal. Actualmente, la fiesta del Taraballo es menos conocida entre los turistas que la famosa fiesta piornaliega, pero sigue siendo una de las fiestas principales de Navaconcejo.
El Plan General Municipal de Navaconcejo protege el edificio y el crucero vecino como monumentos de relevancia local, con un nivel de protección urbanística integral. Asimismo, el crucero está protegido como Bien de Interés Cultural por la declaración genérica del Decreto 571/1963.